# IKONOS
IKONOS este un satelit comercial de observare a Pământului, primul care a oferit public imagini de mare rezoluție de 1-4 metri. Oferă imagini multispectrale (MS) și pancromatice (PAN). Lansarea IKONOS a fost numită în New York Times “una din cele mai semnificative momente din istoria erei spațiale”.  Imaginile IKONOS au fost disponibile începând cu data de 1 ianuarie 2000. 
Numele său provine din grecescul eikōn pentru imagine.

## Istorie
IKONOS a fost creat de către corporația Lockheed Martin ca un satelit în Sistemul Comercial de Teledetecție (CRSS - Commercial Remote Sensing System).  În aprilie 1994 Lockheed a primit una dintre primele licențe de la Departamentul de Comerț al SUA pentru imagini satelitare comerciale de mare rezoluție.  În 25 octombrie 1995 compania partener Space Imaging a primit o licență de la Comisia Federală pentru Comunicații (FCC) pentru transmiterea datelor telemetrice prin satelit în banda de 8-gigahertz Earth Exploration Satellite Services. Înaintea lansării, Space Imaging a schimbat numele satelitului în IKONOS.
Inițial au fost planificați 2 sateliți. Lansarea lui IKONOS-1 în 1999 a eșuat când încărcătura rachetei Athena nu s-a separat, împiedicând satelitul să-și atingă orbita. Lansarea lui IKONOS-2 a fost planificată în 2000, dar a fost redenumit IKONOS și lansat pe 24 septembrie 1999 de la Complexul de Lansare Spațială 6 (SLC-6) la Baza Aeriană Vandenberg în California. Senzorii de imagini sunt pancromatic și multispectral. Satelitul are o orbită polară, circulară și heliosincronă de 681 km,  amândoi senzorii având o arie de acoperire de 11 km.  Greutatea este de 720 kg. 
În noiembrie 2000 Lockheed Martin a primit Marele Premiu "Cea mai bună noutate" la categoria Spațiu și Aviație din partea revistei Popular Science.  Space Imaging a fost cumpărată de ORBIMAGE în septembrie 2005 și redenumită ulterior GeoEye.

## Specificații

### Vehicul
IKONOS este un vehicul stabilizat pe 3 axe conceput de Lockheed Martin.  Design-ul său a devenit mai târziu cunoscut drept sistemul LM900. Altitudinea satelitului este măsurată de către 2 trackere stelare și de către un senzor solar și controlată prin 4 roți reactive; locația este furnizată de către un receptor GPS. Durata de viață este de 7 ani; mărimea este 1.83 m x 1.57 m (configurație hexagonală); masa = 817 kg; puterea = 1.5 kW obținută cu ajutorul a 3 panouri solare.

### Comunicații
IKONOS face măsurători telemetrice, urmărire și control în banda 8345.968-8346.032 MHz (downlink) și în banda 2025-2110 MHz (uplink). Transportul de date downlink operează în banda 8025-8345 MHz.

### Rezoluție spațială
- 0.8 m pancromatic (1-m PAN)
- 4-m multispectral (4-m MS)
- 1-m pan-focusat (1-m PS)

Rezoluție spectrală
| Banda          | 1-m PAN      | 4-m MS & 1-m PS |
| -------------- | ------------ | --------------- |
| 1 (Albastru)   | 0.45-0.90 µm | 0.445-0.516 µm  |
| 2 (Verde)      | *            | 0.506-0.595 µm  |
| 3 (Roșu)       | *            | 0.632-0.698 µm  |
| 4 (Aproape IR) | *            | 0.757-0.853 µm  |

### Rezoluție temporală
Perioada de revizitare este de 3-5 zile off-azimut și 144 zile pentru azimut real.

### Rezoluție radiometrică
Senzorul colectează date cu o senzitivitate de 11 biți (0 - 2047) și le livrează într-un format de 16 biți nesemnați (0 - 65535). Din timp în timp datele sunt comprimate pe 8 biți (0 - 255) pentru un volum mai mic.

### Acoperire
11 km x 11 km (O singură scenă)